# Římskokatolická farnost Pacov
Římskokatolická farnost Pacov je územním společenstvím římských katolíků v rámci pelhřimovského vikariátu českobudějovické diecéze.

## O farnosti

### Historie
Kostel v Pacově existoval již v době románské, plebánie je doložena písemně až v roce 1359. Farní kostel byl vystavěn goticky, na přelomu 15. a 16. století byl dále upraven. V 17. století byl v městečku založen karmelitánský klášter, který byl zrušen za josefinských reforem. V roce 1785 vznikl pacovský vikariát, který trval do roku 1961. Po jeho zániku byla farnost vřazena do pelhřimovského vikariátu (existujícího od r. 1790). V roce 1803 byla farnost obdařena titulem děkanství. Titul děkanství byl později z názvu farnosti vypuštěn, ovšem pokud by do farnosti byl ustanoven farář (a nikoliv pouze sídelní administrátor), náležel by mu titul děkana.

#### Přehled duchovních správců
- 1789–1804 R.D. Antonín Boukal
- 1805–1811 R.D. František Buta
- 1811–1812 R.D. Jan Syrový
- 1812–1834 R.D. Jan Alexander Dermuth (bývalý augustinián)
- 1834–1835 R.D. František Jungwirth
- 1835–1841 R.D. Felix Rattay
- 1841–1848 R.D. František Raytmayer
- 1848–1869 R.D. Michael Antonín Procházka
- 1869–1889 R.D. František Hraše
- 1889–1912 R.D. Antonín Kloboučník
- 1912–1913 R.D. Alois Bednář
- 1913–1948 R.D. Jan Walter
- 1948–1952 R.D. Ferdinand Kondrys
- 1953–1988 R.D. Jaroslav Císler
- 1988–1992 P. Benedikt Josef Kozel, CFSsS (ex currendo z Pošné)
- 1992–1993 R.D. Anton Šimurda (ex currendo ze Smilových Hor, táborský vikariát)
- 1993 R.D. Jiří Cihelna (3 měsíce, pak autonehoda a odchod na rekonvalescenci)
- 1993–1995 R.D. Alois Sassmann
- 1996–1998 R.D. Jiří Cihelna
- 1998–2008 R.D. Mgr. Jaromír Stehlík
- 20082–014 R.D. Mgr. Tomáš Hajda
- od r. 2014 R.D. Mgr. Jaroslav Šmejkal

### Současnost
Farnost Pacov je obsazena sídelním knězem, který byl do konce roku 2019 i excurrendo administrátorem ve farnostech Cetoraz, Pošná, Velká Chyška a Zhoř u Pacova, než byly tyto farnosti v rámci reformy církevní správy k 1. lednu 2020 sloučeny s pacovskou farností.

## Kostely a kaple farnosti
| Fotografie | Kostel                              | Místo            | Bohoslužba                                | Bohoslužba                  | Poznámka         |
| ---------- | ----------------------------------- | ---------------- | ----------------------------------------- | --------------------------- | ---------------- |
|            | Kaple                               | Bedřichov        | neslouží se pravidelně                    | neslouží se pravidelně      | obecní kaple     |
|            | Kaple                               | Bratřice         | neslouží se pravidelně                    | neslouží se pravidelně      | obecní kaple     |
|            | Kaple svatého Jana Nepomuckého      | Důl              | neslouží se pravidelně                    | neslouží se pravidelně      | obecní kaple     |
|            | Kostel svatého Václava              | Cetoraz          | neděle                                    | 8.00                        | filiální kostel  |
|            | Kaple                               | Hrobská Zahrádka | neslouží se pravidelně                    | neslouží se pravidelně      | obecní kaple     |
|            | Kaple                               | Malešín          | neslouží se pravidelně                    | neslouží se pravidelně      | obecní kaple     |
|            | Kaple                               | Nízká Lhota      | neslouží se pravidelně                    | neslouží se pravidelně      | obecní kaple     |
|            | Kostel svatého Michaela, archanděla | Pacov            | neděle pondělí středa pátek               | 9.30 8.00 18.00 (letní čas) | farní kostel     |
|            | Kostel svaté Barbory                | Pacov            | neslouží se pravidelně                    | neslouží se pravidelně      | hřbitovní kostel |
|            | Kaple svaté Anny                    | Pojbuky          | neslouží se pravidelně                    | neslouží se pravidelně      | obecní kaple     |
|            | Kostel svatého Bartoloměje          | Pošná            | neděle (1× za 14 dní) 1. čtvrtek v měsíci | 11.00 17.00 (letní čas)     | filiální kostel  |
|            | Kaple                               | Proseč           | neslouží se pravidelně                    | neslouží se pravidelně      | obecní kaple     |
|            | Kostel svatého Marka                | Těchobuz         | neslouží se pravidelně                    | neslouží se pravidelně      | filiální kostel  |
|            | Kaple                               | Velká Černá      | neslouží se pravidelně                    | neslouží se pravidelně      | obecní kaple     |
|            | Kostel svatého Jana Křtitele        | Velká Chyška     | sobota                                    | 18.00                       | filiální kostel  |
|            | Kaple                               | Velká Rovná      | neslouží se pravidelně                    | neslouží se pravidelně      | obecní kaple     |
|            | Kaple                               | Vysoká Lhota     | neslouží se pravidelně                    | neslouží se pravidelně      | obecní kaple     |
|            | Kaple                               | Zahrádka         | neslouží se pravidelně                    | neslouží se pravidelně      | obecní kaple     |
|            | Kostel Nanebevzetí Panny Marie      | Zhoř             | neděle (1× za 14 dní)                     | 11.00                       | filiální kostel  |
|            | Kaple                               | Zhořec           | neslouží se pravidelně                    | neslouží se pravidelně      | obecní kaple     |
|            | Kaple                               | Zlátenka         | neslouží se pravidelně                    | neslouží se pravidelně      | obecní kaple     |